# Warriors Rugby Club
Warriors Rugby Club – fiński klub rugby z siedzibą w Helsinkach. Mistrz Finlandii w rugby union 2012. Warriors Rugby Club powstał w 2002 i jest jednym z najstarszych fińskich klubów rugby. 